# Resolució 1087 del Consell de Seguretat de les Nacions Unides
La Resolució 1087 del Consell de Seguretat de les Nacions Unides, adoptada per unanimitat el 11 de desembre de 1996 després de reafirmar la Resolució 696 (1991) i totes les resolucions següents sobre Angola, el Consell estendre el mandat de la Tercera Missió de Verificació de les Nacions Unides a Angola (UNAVEM III) fins al 28 de febrer de 1997.
Es va posar en relleu la importància de la plena aplicació dels acords de pau, inclòs el Protocol de Lusaka, per a Angola, i a totes les parts se'ls va recordar llurs obligacions.
Hi va haver un lent progrés en el procés de pau. El Consell va aprovar la recomanació del secretari general Boutros Boutros-Ghali de reduir la mida de la UNAVEM III durant febrer de 1997, a causa de la fatiga dels members de la missió. Les dues parts també va haver de començar a treballar en la integració de les tropes seleccionades d'UNITA en l'exèrcit d'Angola i la desmobilització. Les parts també havien d'arribar a un acord sobre l'estatut especial del President d'UNITA com a president del partit de l'oposició abans del 31 de desembre de 1996. Se'ls va demanar de viatjar a Luanda per la formació d'un govern d'unitat nacional i reconciliació. L'embargament d'armes contra UNITA imposat en la  Resolució 864 (1993), ha estat complit estrictament i va expressar la seva preocupació dels estats veïns que no van aplicar-la.
Ambdues parts foren cridades a intensificar els esforços de desminatge i destruir les reserves de mines que serà supervisat pe UNAVEM III. Finalment es va requerir al Secretari General que prepari per a un seguiment la presència de les Nacions Unides a Angola, que inclouria observadors militars, policia observadora, components polítics, observadors de drets humans i un Representant Especial, informant-ne abans del 10 de febrer de 1997.